# Atleta
Atleta（アトレータ）はスポーツアスリート向けのICTソリューションである。株式会社エムティーアイが運営している。
2016年11月1日 サービスリリース（運営会社：CLIMB Factory株式会社）
2017年10月1日 CLIMB Factory株式会社が株式会社エムティーアイに吸収合併

## 概要
スポーツアスリートの日々の体調や生活習慣、練習の内容などを管理・記録し、アスリートの効率的な成長をサポートするSaaS型のクラウドサービスである。
チームの監督、コーチ、アスレティックトレーナーなどのスタッフがアスリートの必要な情報にいつでもアクセスできる
「コンディション管理機能」「食事管理機能」「コミュニケーション機能」の3つの機能がある。
「Atleta」とはスペイン語・ポルトガル語で「アスリート」を意味する。